# Campeonato Russo de Futebol de 2005 - Segunda Divisão
O Campeonato Russo de Futebol - Segunda Divisão de 2005 foi o décimo quarto torneio desta competição. Participaram vinte e duas equipes. O nome do campeonato era "Primeira Divisão" (Perváia Divizion), dado que a primeira divisão era a "Liga Premier". O campeão e o vice são promovidos e cinco são rebaixados para a terceira divisão. 

## Participantes
| Equipe                            | Cidade            | Região                | No ano anterior                                                    | Estádio                     | Capacidade | Títulos               | Participações |
| --------------------------------- | ----------------- | --------------------- | ------------------------------------------------------------------ | --------------------------- | ---------- | --------------------- | ------------- |
| FC Lokomotiv Chita                | Chita             | Oblast de Chita       | Décimo Lugar                                                       | Estádio Lokomotiv           | 12.500     | 0 (não possui)        | 14            |
| PFC Spartak Nalchik               | Nalchik           | Cabárdia-Balcária     | Décimo Segundo Lugar                                               | Estádio Spartak             | 14.400     | 0 (não possui)        | 12            |
| FC Khimki                         | Khimki            | Oblast de Moscovo     | Quinto Lugar                                                       | Arena Khimki                | 18.000     | 0 (não possui)        | 5             |
| FC SKA-Energiya Khabarovsk        | Khabarovsk        | Krai de Khabarovsk    | Sétimo Lugar                                                       | Estádio Lênin               | 15.200     | 0 (não possui)        | 6             |
| PFK Sokol Saratov                 | Saratov           | Oblast de Saratov     | Terceiro Lugar                                                     | Estádio Lokomotiv           | 15.000     | 0 (não possui)        | 12            |
| FC Anji Makhachkala               | Mahackala         | Daguestão             | Oitavo Lugar                                                       | Estádio Dínamo              | 15.200     | 1 (1999)              | 6             |
| FC Metallurg Lipetsk              | Lipetsk           | Oblast de Lipetsk     | Nono Lugar                                                         | Estádio Metallurg           | 14.000     | 0 (não possui)        | 9             |
| FC Metallurg-Kuzbass Novokuznetsk | Novokuznetsk      | Oblast de Kemerovo    | Décimo Sexto Lugar                                                 | Estádio Metallurg           | 8.500      | 0 (não possui)        | 5             |
| FC KAMAZ Naberejnye Chelny        | Naberejnye Chelny | Tartaristão           | Quarto Lugar                                                       | Estádio KAMAZ               | 10.000     | 1 (1992 Zona Central) | 4             |
| FC Luch-Energiya Vladivostok      | Vladivostok       | Krai do Litoral       | Décimo Quarto Lugar                                                | Estádio Dínamo              | 10.500     | 1 (1992 (Zona Leste)) | 7             |
| FC Dínamo Makhachkala             | Mahackala         | Daguestão             | Décimo Primeiro Lugar                                              | Estádio Dínamo              | 15.200     | 0 (não possui)        | 2             |
| FC Dínamo Briansk                 | Briansk           | Oblast de Briansk     | Décimo Quinto Lugar                                                | Estádio Dínamo              | 10.100     | 0 (não possui)        | 2             |
| FC Oriol                          | Oriol             | Oblast de Oriol       | Sexto Lugar                                                        | Estádio Central             | 14.600     | 0 (não possui)        | 2             |
| FC Rotor Volgogrado               | Volgogrado        | Oblast de Volgogrado  | Rebaixado do Campeonato Russo de Futebol de 2004                   | Estádio Central             | 32.120     | 0 (não possui)        | 1             |
| FC Kuban Krasnodar                | Krasnodar         | Krai de Krasnodar     | Rebaixado do Campeonato Russo de Futebol de 2004                   | Estádio Kuban               | 32.000     | 0 (não possui)        | 8             |
| FC Volgar Gazprom Astracã         | Astracã           | Oblast de Astracã     | Acesso pelo Campeonato Russo de Futebol de 2004 - Terceira Divisão | Estádio Central             | 21.500     | 0 (não possui)        | 6             |
| FC Fakel Voronej                  | Voronej           | Oblast de Voronej     | Acesso pelo Campeonato Russo de Futebol de 2004 - Terceira Divisão | Estádio da Central Sindical | 32.750     | 0 (não possui)        | 8             |
| FC Petrotrest São Petersburgo     | Petrogrado        | São Petersburgo       | Acesso pelo Campeonato Russo de Futebol de 2004 - Terceira Divisão | Estádio Petrovsky           | 21.570     | 0 (não possui)        | 1             |
| FC Ural Sverdlovskaya Oblast      | Ecaterimburgo     | Oblast de Sverdlovsk  | Acesso pelo Campeonato Russo de Futebol de 2004 - Terceira Divisão | Estádio Central             | 30.000     | 0 (não possui)        | 3             |
| FC Spartak Cheliabinsk            | Cheliabinsk       | Oblast de Cheliabinsk | Décimo Segundo Lugar                                               | Estádio Central             | 15.000     | 0 (não possui)        | 1             |
| FC Chkalovets-1936 Novosibirsk    | Novosibirsk       | Oblast de Novosibirsk | Acesso pelo Campeonato Russo de Futebol de 2004 - Terceira Divisão | Estádio Spartak             | 12.500     | 0 (não possui)        | 5             |
| FC Amur Blagoveshchensk           | Blagoveshchensk   | Oblast de Amur        | Acesso pelo Campeonato Russo de Futebol de 2004 - Terceira Divisão | Estádio Amur                | 13.500     | 0 (não possui)        | 2             |
| FC Avangard Kursk                 | Kursk             | Oblast de Kursk       | Acesso pelo Campeonato Russo de Futebol de 2004 - Terceira Divisão | Estádio Trudovye Rezervy    | 11.329     | 0 (não possui)        | 1             |

## Regulamento
O campeonato foi disputado no sistema de pontos corridos em turno e returno. Ao final, o campeão e o vice eram promovidos para o Campeonato Russo de Futebol de 2006 e cinco equipes eram rebaixadas diretamente para o Campeonato Russo de Futebol de 2006 - Terceira Divisão.

## Resultados do Campeonato
Luch-Energiya foi o campeão; junto com o vice, Spartak de Nalchik, foi promovido para a primeira divisão russa.

Metallurg-KUSBASS, Amur de Blagoveschensk, Metallurg de Lipetsk, Petrorest e Sokol foram rebaixados para a terceira divisão russa.

Lokomotiv de Chita e Rotor se licenciaram antes do fim do campeonato e também foram rebaixados.

## Campeão
| Campeão Russo da Segunda Divisão de 2005 |
| ---------------------------------------- |
| FC Luch Vladivostok 2° Título            |